# کاخ مارینسکی

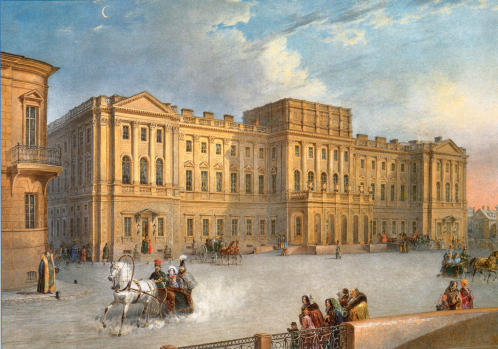
کاخ مارینسکی (نقاشی از واسیلی سادُونیکف ۱۸۴۹)

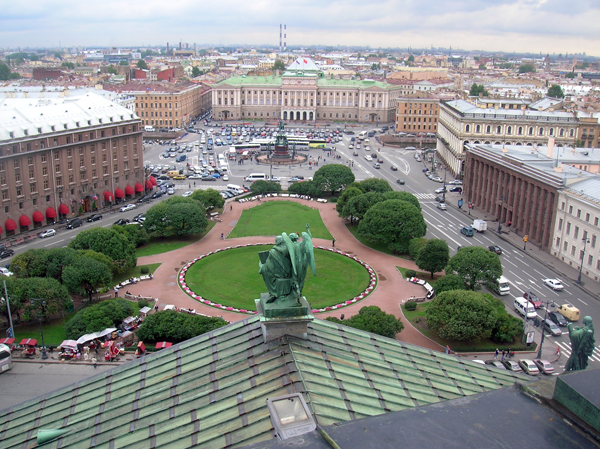
نمای میدان از بالای کلیسای جامع سنت اسحاق

کاخ مارینسکی (به روسی: Мариинcкий дворец) کاخی به سبک نوکلاسیک است که در بین سال‌های ۱۸۳۹ تا ۱۸۴۴ میلادی در شهر سن پترزبورگ روسیه ساخته شد. این کاخ در ضلع جنوبی میدان سنت اسحاق و روبروی کلیسای جامع سنت اسحاق قرار دارد. در وسط میدان و بین کاخ مارینسکی و کلیسای جامع، تندیسی از نیکلای یکم سوار بر اسب وجود دارد که پشتش به کاخ است و رو به کلیسا دارد.

## ساخت
کاخ مارینسکی به دستور نیکلای یکم برای دخترش ماریا به عنوان هدیه ازدواج او با دوک آلمانی، ماکسیمیلیان ساخته شد.

## کاربری
کاخ مارینسکی در قرن بیستم ساختمان مجلس امپراتوری روسیه بود. از سال ۱۹۹۴ به عنوان مجلس قانونگذاری سن پترزبورگ استفاده می‌شود.